# 스타드 피에르 모루아
스타드 피에르 모루아(Stade Pierre-Mauroy)는 프랑스 노르주 릴의 위성도시인 빌뇌브다스크에 위치한 다목적 경기장이다. 프랑스의 축구 클럽 릴 OSC의 홈구장이다.